# Cleorodes chretieni
Cleorodes chretieni là một loài bướm đêm trong họ Geometridae.